# Santuario di San Pompilio Maria Pirrotti
Il santuario di San Pompilio Maria Pirrotti è una chiesa barocca di Campi Salentina la cui edificazione risale al XVI secolo. In origine l'edificio, dedicato allo Spirito Santo, era di piccole dimensioni e fu ristrutturato e ampliato a partire dal 1646.

## Esterno
La chiesa possiede un rigoroso prospetto neoclassico del 1898, rifatto in seguito al crollo avvenuto nel novembre del 1895. Si articola in due ordini, separati da una cornice marcapiano. Del 1690 è il campanile a pianta quadrata, opera di Agostino e Antonio Trevisi.

## Interno
L'interno, ad una navata con 6 cappelle laterali, si presenta ricco e articolato. Presenta una copertura con volta a botte decorata con fregi in stucco testimonianza dell'originaria struttura rinascimentale. In una cappella del lato destro, dedicata a San Pompilio Maria Pirrotti, sono conservate in un'urna del 1966 le spoglie del Santo.
Annesso alla chiesa è il convento dei Padri Scolopi, sede delle Scuole Pie, strutturate, fino al 2008, in scuola media inferiore, ginnasio e liceo. Attualmente è sede dell'Associazione "CALASANZIO, cultura e formazione" Ente di Formazione Professionale riconosciuto dalla Regione Puglia. Il convento ospita inoltre una Biblioteca che custodisce migliaia di volumi antichi e moderni oltre a frammenti di scrittura beneventana, quattro incunaboli e molte cinquecentine.